# Ostatni po Bogu
Pour plus de détails, voir Fiche technique et Distribution.
Ostatni po Bogu (Le dernier à bord après Dieu) un film polonais de Paweł Komorowski sorti en salles le 12 octobre 1968.

## Synopsis
Kapitan (lieutenant de vaisseau Adam Hulewicz, commandant du sous-marin Jastrząb (épervier) apprend lors de sa visite médicale qu'il n'est plus apte au service actif en mer. Le médecin militaire Bryl, un ami de Hulewicz, influencé par ce dernier, ne dévoile pas le résultat de l'examen. Jastrząb prend la mer sous le commandement de Hulewicz qui entre en conflit avec son second le kapitan Zapała frustré de voir les commandants du navire changer et de rester toujours l'officier en second. Entre-temps un officier provoque un accident par inconsidération. Un de compartiments est inondé avec des sous-mariniers qui y restent bloqués, de plus le submersible se pose sur le fond. Kapitan Hulewicz garde son sang-froid, prend des justes mesures et parvient à sauver l'équipage et à ramener le navire à la base. Le procureur militaire Krawczyk commence l'enquête sur l'accident. Zapała rêve de devenir le "seul maître à bord après Dieu" mais sait que Hulewicz n'a commis aucune erreur et a sauvé le bateau. Pendant ce temps, l'officier qui a provoqué l'accident lui avoue la vérité. Zapała est désespéré mais révèle la vérité même si elle l'empêche de prendre le commandement et disculpe Hulewicz. C'est alors qu'il apprend qu'il deviendra tout de même commandant en raison de la mauvaise santé de son rival qui servira désormais à terre à l'état-major.

## Fiche technique
- Titre original : Ostatni po Bogu
- Réalisation : Paweł Komorowski
- Scénario : Jerzy Lutowski
- Musique : Wojciech Kilar
- Photographie : Jerzy Stawicki
- Montage : Krystyna Komosińska
- Décors : Anatol Radzinowicz
- Costumes : Alicja Wasilewska
- Société de production :  Zespół Filmowy Kadr
- Pays d'origine :  Pologne
- Langues originales : polonais
- Genre : guerre, drame, action
- Format : noir et blanc  - son mono
- Durée : 103 minutes
- Dates de sortie : 12 octobre 1968

## Distribution
- Tadeusz Schmidt - kapitan (lieutenant de vaisseau) Adam Hulewicz
- Andrzej Kozak - porucznik (enseigne de vaisseau de 1re classe) Mackiewicz, l'officier politique
- Marian Kociniak - porucznik Piotr Kwiatkowski
- Józef Nowak - kapitan Zapała
- Zdzisław Maklakiewicz - le docteur Bryl, l'ami de Hulewicz
- Stanisław Michalski - le navigateur Prajs
- Ryszard Pietruski -  le procureur Krawczyk
- Andrzej Szalawski - komandor (capitaine de vaisseau) Pawlikowski
- Irena Karel - la femme de Kwiatkowski
- Teresa Szmigielówna - la femme de Hulewicz
- Henryk Bista - mat (quartier-maître)  Józek
- Zbigniew Bogdański - un matelot